# 月球上最早的人类
《最早登上月球的人》或者译作《月球上最早的人类》（The First Men in the Moon）是英国小说家赫伯特·乔治·威尔斯在1901年发表的一部科幻小说。

## 内容提要
主人公贝德福德认识了一位叫做凯沃的人，二人乘坐炮弹式的飞行装置到了月球。他们在这里捉到了类似地球上蚂蚁的昆虫。贝德福德还在月球上发现了黄金。凯沃对月球进行了详细的考察，并通过无线电向地球报告了他的发现。